# Luigi Maurizio Tedeschi
Pour les articles homonymes, voir Tedeschi.
Luigi Mauricio Tedeschi, né le 7 juin 1867 à Turin et mort le 23 février 1944 à Cairate, est un harpiste et compositeur italien.

## Biographie
Tedeschi a d'abord étudié les sciences naturelles à l'université de Turin. Une fois son diplôme obtenu, il décide de devenir harpiste et suit les cours d'Angelo Bovio (1824-1909) au conservatoire de Milan. Il reçut son diplôme de harpe (avec médaille d'argent) en 1890. Il se perfectionne par la suite à Paris auprès de Felix Godefroid (1818-1897), harpiste et compositeur de renom, avant d'entamer une carrière de concertiste qui l'amène à se produire dans de nombreuses villes d'Europe dans les années 1890.
Il est nommé professeur de harpe au conservatoire de Venise en 1899 puis il succède à Angelo Bovio au poste de professeur de harpe au conservatoire de Milan en 1902, poste qu'il conserve jusqu'en 1935. 
Il est considéré comme l'un des plus grands représentants de l'école italienne de la harpe. Ses élèves célèbres incluent Maria Vittoria Grossi (auteur d'une populaire méthode d'enseignement de la harpe et de pièces d'étude), Margherita Hazon (1892-1967), Maria Giulia Scimeca,,.
Compositeur autodidacte, il a écrit de nombreuses œuvres pour harpe seule ou accompagnée d'autres instruments, ainsi qu'un opéra (Jocelyn, 1908). Il a été commandité par l'éditeur Ricordi pour renouveler le répertoire pédagogique pour harpe. Une grande partie de ses œuvres sont publiées par Carl Giessel Jr à Bayreuth puis réimprimées par Julius Heinrich Zimmermann à Leipzig.

## Travaux

### Compositions pour harpe
Sauf mention contraire, toutes les œuvres sont pour harpe seule.
- Mignonette, op.15 (Turin, vers 1898).
- Preludio in do maggiore, op.16 (cs).
- Presso il mulino - Improvviso, op.19 (cs).
- Storiella a bébé, op.20 (cs).
- Ritornello triste, op.21 (cs).
- Elegia, op.22 (Padoue, 1938), pour harpe et violoncelle ou violon.
- Pierrot innamorato, op.26 (Turin, vers 1898).
- Sérénade, op.28 (Bayreuth, 1902), pour harpe et violon.
- Marionnette - umoresca, op.31 (cs).
- Pattuglia spagnuola, op.32 (c.s.).
- Improvviso drammatico, op.33 (c.s.), pour harpe et violoncelle.
- Suite, op.34 (c.s.): 1. Largo maestoso - 2. Andante sostenuto - 3. Assai vivace - 4. Allegro moderato.
- Al ruscello - studio da concerto, op.36 (c.s.).
- Étude - Impromptu, op.37 (1906).
- Fantaisie - Caprice, op.40 (Paris, 1907), per arpa cromatica.
- Angelus, op.42 (1914).
- Presque rien, op.43 (c.s.).
- Anacreontica, op.44 (c.s.).
- Idillio, op.45 (c.s.).
- Suite, op.46 (Francfort, 1956), pour harpe, violon et violoncelle: 1. Improvviso - 2. Intermezzo rêverie - 3. Valzer Sérénade.
- Chiarafonte, op.47 (c.s.).
- Fantasia, op.48 (1938), pour harpe, violon et violoncelle.

### Œuvre théâtrale
- Jocelyn, drame lyrique en 4 épisodes, d'après le poème d'Alphonse de Lamartine (1908)[7].